# زینب پیغمبرزاده
زینب پیغمبرزاده روزنامه‌نگار، عضو کمیسیون زنان دفتر تحکیم وحدت، و از فعالان کمپین یک میلیون امضا و اعتراض به سهمیه‌بندی جنسیتی در دانشگاه‌های ایران است. وی به اتهام شرکت در تجمع اعتراضی مقابل دادگاه انقلاب، به یک سال حبس تعلیقی و معرفی به نیروی انتظامی هر چهار ماه یکبار محکوم شد.